# SOKO Wismar
SOKO Wismar, es una serie de televisión alemana estrenada el 6 de octubre de 2004 por medio de la cadena ZDF.
"SOKO", es una abreviatura para el término "Sonderkommission" (en español: Comisión de la Policía Especial), del equipo especial de investigación en Alemania. 
La serie ha contado con la participación invitada de los actores Tom Wlaschiha, Sönke Möhring, Christoph Letkowski, Wanja Mues, Marc Benjamin Puch, Jorres Risse, Jennifer Ulrich, Wolf Bachofner, entre otros...

## Historia
La serie sigue al grupo de oficiales de la policía y cómo el equipo busca mantener el orden tanto de delitos mayores y menores en la pequeña ciudad de Wismar.

## Personajes

### Personajes Principales
| Actor              | Personaje           | Ocupación         | N.º de episodios | Duración        |
| ------------------ | ------------------- | ----------------- | ---------------- | --------------- |
| Udo Kroschwald     | Jan Reuter          | Inspector en Jefe | 230              | 2004-presente   |
| Claudia Schmutzler | Katrin Börensen     | Inspectora        | 215              | 2005 - presente |
| Dominic Boeer      | Lars Pöhlmann       | Inspector         | 103              | 2007 - presente |
| Mathias Junge      | Kai Timmermann      | Inspector         | 88               | 2011 - presente |
| Isabel Berghout    | Anneke van der Meer | Inspectora        | 10               | 2015 - presente |

### Personajes Recurrentes
| Actor              | Personaje         | Ocupación                | N.º de episodios | Duración        |
| ------------------ | ----------------- | ------------------------ | ---------------- | --------------- |
| Katharina Blaschke | Helene Sturbeck   | Doctora / Médica Forense | 193              | 2005 - presente |
| Silke Matthias     | Roswitha Prinzler | Examinadora Forense      | 79               | 2009 - presente |
| Frank Witter       | Maik Ganzke       | -                        | 9                | 2009 - presente |
| Thomas Neumann     | Hansen Hansen     | -                        | 8                | 2009 - presente |

### Antiguos Personajes Principales
| Actor            | Personaje                | Ocupación | N.º de episodios | Duración    |
| ---------------- | ------------------------ | --------- | ---------------- | ----------- |
| Li Hagman        | Leena Virtanen           | Detective | 220              | 2004 - 2015 |
| Michael Härle    | Sven Herzog              | Inspector | 100              | 2006 - 2011 |
| Jonas Laux       | Nils Theede              | Inspector | 84               | 2011 - 2015 |
| Kai Maertens     | Olav Hinzmann            | Inspector | 55               | 2004 - 2007 |
| Martin Brambach  | Winfried "Winnie" Scheel | Inspector | 36               | 2004 - 2006 |
| Björn Kirschniok | Tom Friese               | Sargento  | 32               | 2004 - 2006 |

### Antiguos Personajes Recurrentes
| Actor             | Personaje            | Ocupación                 | N.º de episodios | Duración    |
| ----------------- | -------------------- | ------------------------- | ---------------- | ----------- |
| Kai Ivo Baulitz   | Henner Schütt        | Inspector                 | 26               | 2004 - 2005 |
| Maria Bachmann    | Antje Stöwesand      | Inspectora                | 12               | 2004 - 2005 |
| Hubertus Hartmann | André Stöwesand      | Doctor                    | 8                | 2004 - 2005 |
| Anna von Berg     | Ulrike "Rike" Panner | Comisionada de la Policía | 6                | 2004 - 2005 |
| Anja Franke       | Eva Werner           | Pastor                    | 6                | 2004 - 2005 |
| Mike Maas         | Hanno Sand           | Sargento                  | 5                | 2005 - 2006 |
| Jürgen Tarrach    | Martin Boldt         | Inspector                 | 5                | 2013 - 2014 |

## Producción

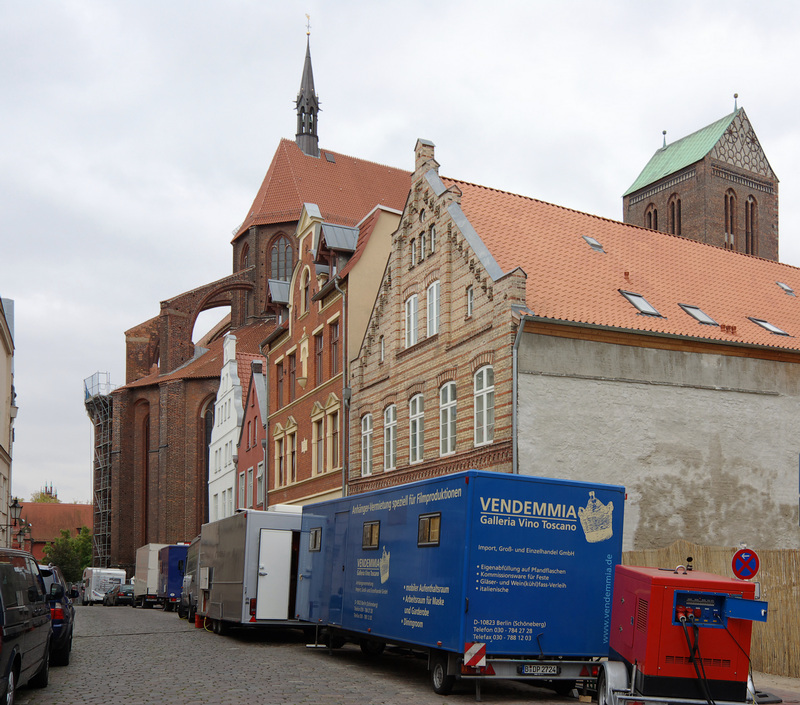

La serie es uno de los spin-offs de la serie original SOKO 5113.
Se filma en gran parte en la ciudad de Wismar, Alemania y en sus alrededores.
La serie ha contado con la participación de los directores Oren Schmuckler, Hans-Christoph Blumenberg, Alexander Sascha Thiel, Dirk Pientka, Bruno Grass, Peter Altmann, Nils Willbrandt, Axel Bock, Marcus Ulbricht, entre otros...
También con la participación de los escritores Hans-Christoph Blumenberg, Rainer Berg, Matthias Herbert, Andreas Kuntoff, Hans Gerd Müller, Astrid Paprotta, Jochim Scherf, Oke Stielow, Nils Willbrandt, entre otros...

### Crossovers
El 3 de abril del 2013 varios miembros de los equipos de SOKO: SOKO 5113, SOKO Leipzig, SOKO Köln (en español: Colonia Brigada Criminal), SOKO Wismar y SOKO Stuttgart, se reunieron en la serie SOKO - Der Prozess, un especial de cinco episodios, en donde los integrantes de la policía debían de resolver un caso de asesinato en el que un oficial de la policía había sido la víctima. Los cinco episodios fueron transmitidos en Alemania del 30 de septiembre del 2013 hasta el 4 de octubre del 2013.